# Hontanas

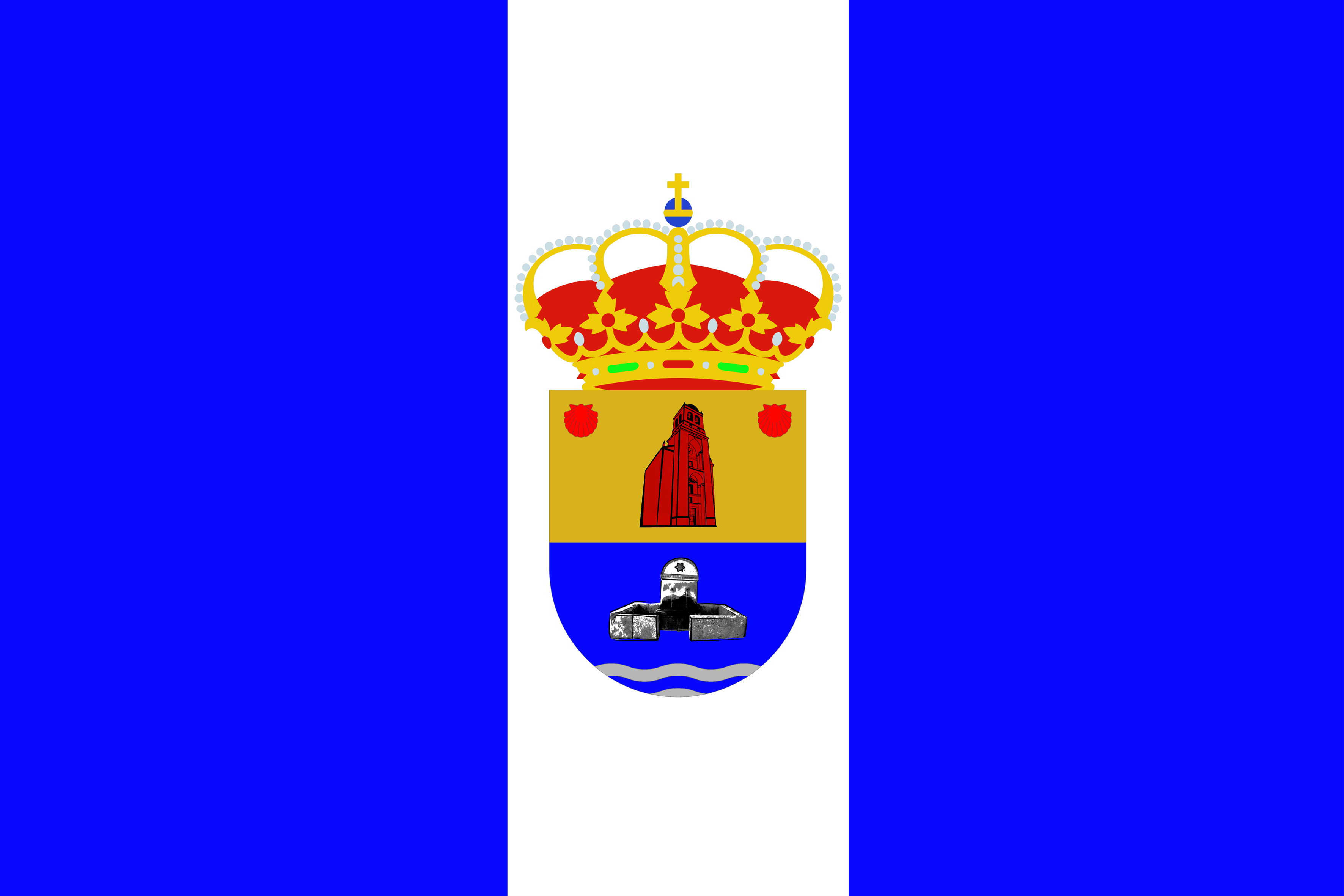

Hontanas es una localidad y un municipio situados en la provincia de Burgos, en la comunidad autónoma de Castilla y León (España), comarca de Odra-Pisuerga, partido judicial de Burgos, cabecera del ayuntamiento de su nombre.
El núcleo urbano de Hontanas fue declarado Bien de Interés Cultural con la categoría de Conjunto Histórico Artístico en 1999.
En 2015, en la aprobación por la Unesco de la ampliación del Camino de Santiago en España a «Caminos de Santiago de Compostela: Camino francés y Caminos del Norte de España», España envió como documentación un «Inventario Retrospectivo - Elementos Asociados» (Retrospective Inventory - Associated Components) en el que en el n.º 1176 figura la localidad de Hontanas, con un ámbito de elementos asociados. La calle Real de Hontanas es parte de la ruta medieval jacobea. En 2015 se ha aprobado el Plan Especial de Protección del Conjunto Histórico del Camino de Santiago (PEPCH).

## Geografía
Situada a 42 kilómetros de Burgos, abarca una extensión de 10,22 km² y cuenta con una población de 82 habitantes (2016).
Villa de numerosas fuentes (de ahí la etimología de su nombre, "fontanas"),  pueblo con encanto y paisaje romántico.

## Monumentos y lugares de interés
La fuente, la monumental iglesia, el bonito y escondido patio del cura, los antiguos lavaderos, albergues perfectamente restaurados, el palacio medieval y la arquitectura popular castellana de sus casas configuran un entorno urbano muy interesante y hacen de la villa de Hontanas una de las más bellas y pintorescas de todo el Camino de Santiago. La hospitalidad es la característica más acentuada, un lugar perfecto para descansar.
- Iglesia parroquial de la Inmaculada Concepción:

Iglesia de La Inmaculada Concepción, dependiente de la parroquia de Castrojeriz, en el Arcipestrazgo de Amaya, diócesis de Burgos.
Cobija un retablo barroco obra del montañés Fernando de la Peña. La iglesia se construyó anexa al palacio del obispo, (antiguo señor de la villa) y es del que se conserva un arco gótico.
La fábrica de grandes proporciones y estilo neoclásico, destaca la gran torre en tres tramos, coronada por una cúpula de media naranja.
La iglesia de la Inmaculada, construida primitivamente en estilo gótico, en el siglo XIV, aunque reformada neoclásicamente con el paso del tiempo.
La iglesia parroquial de Hontanas presidida por una torre alta y fuerte, está dedicada a la Inmaculada Concepción. Fue construida primitivamente en estilo gótico, en el siglo XIV, aunque reformada neoclásicamente con el paso del tiempo. De su estructura destaca una gran torre de esta última época con una cúpula de media naranja. Cobija un retablo barroco obra del montañés Fernando de la Peña. En su interior se conserva una magnífica cruz procesional de cobre con esmaltes y figuras propias del siglo XIII, su estilo hace pensar que se trata de fabricación española, de estilo románico tardío.
La iglesia se construyó anexa al palacio del prelado burgalés, al que perteneció desde el 1 de abril de 1208, cuando el Rey Alfonso VIII obliga al obispo de Burgos D. Fernando a comprar la villa de “Fontanas” con su iglesia de Santa María por quinientos maravedís (monedas de oro) que extrajo de bienes catedralicios, de este palacio aun hoy se conserva un arco gótico.
Junto al ábside de la iglesia se encuentra la vistosa Fuente de la estrella, de piedra tallada con un copete de medio punto y una estrella de seis puntas en relieve. En el frontal dos caños simétricos compiten al unísono surtiendo de  abundante y fresca agua al caminante.
- Ermita de la Virgen de Espinosa

Se encuentra a unos 2 kilómetros del pueblo, en el lugar donde según cuenta la tradición se apareció la virgen a un vecino del pueblo. Antiguamente se realizaba una romería para cambiar la virgen de Espinosa por la virgen del Rosario.
- Palacio del prelado burgalés:

Restos de lo que la tradición dice fue un palacio de un prelado burgalés, otrora antiguo señor de la villa.
- Hospital de San Juan:

Se conserva como vestigio jacobeo, también llamado "Mesón de los Franceses", antiguo hospital medieval levantado en los siglos XIII o XIV. Conserva en su interior un arco gótico que formaba parte de la fachada del antiguo hospital. Hoy está perfectamente restaurado y habilitado como albergue municipal de peregrinos.
Con restos medievales. El edificio ha sido rehabilitado y transformado en albergue de peregrinos. 
Todavía conserva un arco apuntado del Hospital original e incluso algunos silos que han aparecido en el suelo del interior. 
Actualmente abre todo el año como albergue para peregrinos con credencial. Dispone de duchas con agua caliente y cincuenta y cinco plazas en un edificio completamente rehabilitado.
- Iglesia de San Vicente:

Son los restos de la iglesia de un antiguo poblado medieval y que todavía conserva un paredón esquinal. En las inmediaciones quedan restos de un viacrucis de la época. 
- Molino del Cubo:

En un estrechamiento del valle, encontramos en viejo molino, silencioso y oscuro,  nido de gorriones y lechuzas, todavía conserva la maquinaria y la presa que lo alimentaba.
- Torre

En la plaza de la villa anexa a la iglesia encontramos lo que en el medievo fue una torre de carácter defensivo, construida en el siglo XII - XIII. En la actualidad se accede a ella desde el interior de la iglesia por un arco románico,  aún conserva varias saeteras, una ventana de estilo románico que comunica con la iglesia y restos de una bonita bóveda de aristas de la cual nace una escalera de caracol para acceder a la torre que supuestamente estuvo almenada.

## Demografía
Hontanas cuenta con una población de 70 habitantes (INE 2024).
| Gráfica de evolución demográfica de Hontanas entre 1842 y 2021                                                        |
| |
| Población de derecho según los censos de población del INE. Población de hecho según los censos de población del INE. |

| 1900 | 1950 | 1970 | 1990 | 2001 | 2004 | 2010 | 2014 | 2016 |
| ---- | ---- | ---- | ---- | ---- | ---- | ---- | ---- | ---- |
| 253  | 244  | 115  | 102  | 65   | 70   | 60   | 68   | 82   |

## Historia
Los primeros registros arqueológicos sobre poblamiento del término de Hontanas señalan una ocupación prehistórica identificada en el “Yacimiento Hospital”, asociada probablemente a un monumento funerario atribuido al Neolítico/Calcolítico, que da fe de la ocupación de este territorio durante la Prehistoria reciente.
En un contexto más amplio de carácter comarcal, será Castrojeriz el epicentro neurálgico del poblamiento durante buena parte de este dilatado lapso temporal, principalmente focalizado en el cerro de El Castillo, que fue construido 46 años antes de la era cristiana y ocupado por celtas, romanos (se dice que CastrumSigerice fue fundada por Julio César), visigodos, árabes y por último cristianos, y en su castillo se desarrollaron importantes batallas entre cristianos y moros.
A finales del siglo IX, la organización del territorio en alfoces de repoblación contribuirá a su estabilización y pacificación, estructura jurisdiccional y administrativa donde quedaba integrado el territorio de Hontanas durante la Alta Edad Media, con Castrojeriz de cabecera del Alfoz.
Si la formación del Camino de Santiago Francés se produjo en los inicios del siglo XI, su consolidación lo hizo en la centuria siguiente bajo el reinado de Alfonso VII, respondiendo a una estrategia de feudalización del territorio que tiene su mejor y más cercana expresión en la fundación de la Orden y Convento de San Antón en 1146, entre Hontanas y Castrojeriz.
Dentro del tupido mosaico de aldeas y alquerías que componían en etapas alto y pleno-medievales el territorio actual de Hontanas, situamos los pueblos de Valdemoro y Quintanilla, a los cuales el Rey Alfonso VIII, el 7 de mayo de 1183 hizo extensivos los fueros de Castrojeriz y declara anulados los que antes regían en cuanto a tributación. El fuero de Castrojeriz, que es reconocido como entre los primeros otorgados en el Reino de Castilla.
Valdemoro, con su iglesia de San Vicente y probablemente un monasterio bajo esa misma advocación se localiza al pie de un amplio espigón de páramo de orientación NE-SO, configurado por el arroyo de Garbanzuelo por la margen derecha y el arroyo de Valderrubaya por la izquierda. Se extiende desde la zona de ladera media y baja en forma de bancales, llegando hasta la zona de vega. En el enclave aún se conservan los restos del contrafuerte de la iglesia, de 2 m de largo y unos 8 m de alto, junto con abundantes fragmentos de tejas curvas, cerámica a torno y bloques y sillares de caliza, reaprovechados en las lindes y bancales de los cultivos. También se constatan varios silos colmatados, y en el bancal del Camino de Santiago varias estelas discoidales de piedra caliza hincadas en el suelo, haciendo de este tramo del camino uno de los más singulares por su inalterado aspecto medieval, se pueden encontrar incluso restos óseos humanos en torno al edificio que confirman la existencia de una necrópolis. Los restos más visibles se corresponden con el edificio cultural y cementerio del despoblado de Valdemoro, citado en 1173 en relación con el Camino de Santiago y que figura en el Becerro de Behetrías de mediados del siglo XIV, pero no en los censos parroquiales de 1591-1594, por lo que suponemos se encontraba ya sin vecinos. El edificio cultural mantenía todavía en buen estado en una visita pastoral de 1755.
Quintanilla (de Valdemoro), con su desaparecida ermita y necrópolis, se localizaba al N.O. del actual casco urbano, sobre las piscinas municipales. La tradición oral refiere la existencia de una ambiente de necrópolis asociado, pues de este lugar procede un sarcófago de pequeño tamaño. Ambos edificios culturales se cuentan entre las tres ermitas en pie de Hontanas a mediados del siglo XIX.
En este contexto de repoblación se conocen otros núcleos que en etapas medievales estuvieron poblados y que posteriormente corrieron igual suerte, como Espinosa, en el entorno de la ermita de Nª Sª de Espinosa ; o Santa Cruz de Valdealiso, en la divisoria con Castellanos de Castro, donde se han encontrado lápidas funerarias y restos óseos humanos datados de los siglos IX – X. Hubo varios monasterios dedicados a la producción de lino y cáñamo con los que producían telares y lienzos para el consumo. En este lugar hace no mucho estuvo la ermita de Santa Cruz.
No sería de extrañar que tras la reconquista se refundasen, en la  actual población de Hontanas, cuyo origen se puede situar alrededor del año 1200 y cuyo nombre procede del latín “fontanas” debido a la abundancia de fuentes y manantiales u hontanares que brotan al este de la población.
La primera mención que hayamos de Hontanas es la concesión que el Rey Alfonso VIII de Castilla, llamado «el Noble», estando en Cea, el 18 de agosto de 1203, otorgó a Arlotho de Marzán, caballero de Gascuña, libre de todo pecho real y exenta de la justicia del Rey, con facultad de transmitirla a sus herederos o enajenarla, manteniendo una clara relación respecto a la ruta jacobea “concedo illamvillam que dicitur Fontanas, in publico itinerebeatiJacobisitam”…que ya se encontraba plenamente consolidada.
El 1 de abril de 1208 el Rey Alfonso VIII obliga al obispo de Burgos D. Fernando a comprar la villa de “Fontanas”con su iglesia por quinientos maravedís (monedas de oro) que extrajo de bienes catedralicios, el propio rey expedía con igual fecha un solemne privilegio confirmándola. La presencia de Arlotho de Marzán, caballero de Gascuña y la forzada venta de Hontanas nos lleva de la mano a la expedición que en otoño de ese mismo año hizo Alfonso VIII por tierras de Gascuña, con ánimo de subyugar su imperio,  haciendo efectivos los derechos de su esposa doña Leonor. Fue acompañado en esta impetuosa correría por nuestro obispo D.Fernando, por aquel entonces ya señor de la villa de Hontanas, y dio como resultado la conquista de gran parte de Gascuña a excepción de Bayona, Burdeos y La Réole, cuyos obispos reconocieron sin embargo la soberanía del monarca Castellano.
En 1221 el Rey Fernando III de Castilla, al ver fructificar su matrimonio con el nacimiento de su hijo Alfonso, más tarde apellidado “el sabio” dando muestra de su predilección a la iglesia de Burgos y en especial, a su prelado, D. Mauricio,  no solo haciendo a este graciosa donación, para él y sus sucesores sin limitación de ningún género el señorío de Valdemoro y Quintanilla“ duas villas  quarum una dicitur Val de Moro et altera diciturQuintanella, inter ipsam Val de Moro et Fontanas, in strata Sancti Jacobi” , si no disponiendo ese mismo añola erección de una nueva catedral cuyas condiciones deberían ser correspondientes a la magnificencia de su ánimo. Ambos pusieron la primera piedra de la actual Catedral, como dejo indicado para mayor gloria de Dios y honra de Burgos.
En el siglo XIV seguía siendo Hontanas señorío del obispo y de la iglesia de Santa María (actualmente catedral de Burgos). El cabildo pagaba cuatrocientos veinte maravedís, de los cuales la, mitad eran para el rey y la otra mitad para los capellanes de la capilla del obispo, pagaban al rey servicios y monedas yal prelado un yantar cada año cuando iba de visita a la villa.
La vocación jacobea de Hontanas parece clara y el núcleo urbano va creciendo en torno al camino, teniendo como eje la calle Real y la existencia en esas fechas de dos hospitales asistenciales, el hospital de San Juan que se sabe de su edificación en los siglos XIII-XIV, dedicado al hospedaje de peregrinos y también de otros pobres, contaba con cuatro camas, siendo propietario de 34 tierras en la localidad y otras heredades en Castellanos de Castro e Iglesias. El otro hospital sin advocación conocida se encontraba camino de Iglesias y hoy el lugar es  conocido como Hospital derribado.
En febrero de 1461 el secretario del papa y recogedor de diezmos real, Antonio Veneris, junto al prelado burgalés Luis de Acuña visitaron la villa de Hontanas en su viaje desde Valladolid a Burgos. Como cámara del obispo, los vecinos de Hontanas eran vasallos y estaban obligados a transportar, a fines del siglo XV, a los palacios del obispo Acuña o a su fortaleza de Rabe, quince cargas de vino de Sasamón o Villasandino, o al pago de novecientos maravedís, y por las heredades de tierras y olmedas que allí poseía sesenta fanegas de pan.
A corta distancia de Hontanas, se comienza a construir sobre lo que fue anteriormente el palacio y la huerta del rey Pedro I de Castilla el monasterio de San Antón (siglos XIV y XV) regido por los antonianos, que se dedicaban a cuidar de los enfermos, sobre todo de los que presentaban la enfermedad llamada del fuego de San Antón. Este monasterio estuvo bajo la protección real, por eso hay escudos reales en la portada de la iglesia y en las claves de las bóvedas. Lo fundó Alfonso VII en el siglo XII (año 1146). Las ruinas actuales son del siglo XIV. El hospital tuvo mucha importancia, pues fue la sede de la Encomienda General de la Orden de San Antonio en los distintos reinos de la Corona de Castilla y Portugal, con más de veinte encomiendas dependientes (casas-monasterios-hospitales). Eran famosas las ceremonias que hacían los monjes antonianos para bendecir diversos objetos, a las que acudían muchos fieles. Bendecían: La cruz llamada cruz de  Tau, libraba de pestilencias a todo el que la llevaba.El pan de San Antonio, que se daba a todos los peregrinos y era elaborado contra enfermedades y peligros de mar y tierra.El vino santo, remedio del fuego.Campanillas del Santo y otros objetos.
En el siglo XVI posiblemente se reedifica la iglesia parroquial de la Inmaculada, deanterior advocación a Santa María, cuyas fábricas principales denuncian trazas góticasde transición y sucesivas reformas barrocas de los siglos XVII y XVIII.
A finales del siglo XVII el sacerdote boloñés Domenico Laffiy, asiduo peregrino (viajó a Compostela tres veces durante los años 1666 y 1673), nos ofrece la estampa deformada de un Hontanas reducido a diez o doce cabañas de pastores, acechadas por los lobos, prestos al asalto de la empalizada que las defendía. Sin embargo, pocos años antes, la realidad histórica de Hontanas indicaba en 1589, según el censo de población de las provincias de la corona de Castilla, contaba con una iglesia parroquial y una población de cuarenta vecinos, ya no se nombra a Valdemoro, probablemente por encontrarse despoblado.
En el siglo XVIII el pueblo ya estaba repoblado, contaba con 50 vecinos y servían a la iglesia 3 beneficiados nada menos. Se realizan importantes reformas en el hospital de San Juan,que se mantendrá como centro de beneficencia hasta bien entrado el siglo XX. En su viaje de 1672, Albert Jouvin de Rochefort ilustra esta tupida red asistencial paraeste segmento caminero al referirse que en todos estos pueblos hay hospitales pararecibir allí y alojar a los peregrinos pobres.
Hontanas formaba parte, en su categoría de pueblos solos, del Partido de Castrojeriz, uno de los catorce que formaban la Intendencia de Burgos, durante el periodo comprendido entre 1785 y 1833, en el Censo de Floridablanca de 1787, jurisdicción de realengo con alcalde pedáneo.

## Cultura

### Festividades
- En el Puente de la Inmaculada: 6, 7 y 8 de diciembre.
- El 16 de agosto se celebra la Hoguera de San Roque.